# كلاوديو غونزاليس
كلاوديو غونزاليس (بالإسبانية: Claudio González Landeros)‏ (26 أبريل 1990 كوريكو تشيلي - ) هو لاعب كرة قدم تشيلي، يلعب كحارس مرمى.

## وصلات خارجية
- كلاوديو غونزاليس على موقع قاعدة بيانات كرة القدم.إي يو (الإنجليزية)
- كلاوديو غونزاليس على موقع Soccerway.com (الإنجليزية)
- كلاوديو غونزاليس على موقع AS.com (الإسبانية)